# Goniorrhina villiersi
Goniorrhina villiersi är en skalbaggsart som beskrevs av Decelle 1966. Goniorrhina villiersi ingår i släktet Goniorrhina och familjen Melolonthidae. Inga underarter finns listade i Catalogue of Life.